# Aryamehr Cup 1971
L'Aryamehr Cup 1971 è stato un torneo di tennis giocato sulla terra rossa. È stata la 2ª edizione dell'Aryamehr Cup, che fa parte del World Championship Tennis 1971. Si è giocato a Teheran in Iran, dal 10 al 16 maggio 1971.

## Campioni

### Singolare
Marty Riessen ha battuto in finale  John Alexander con il punteggio di 6–7 6–1 6–3 7–6

### Doppio
John Newcombe /  Tony Roche hanno battuto in finale  Bob Carmichael /  Ray Ruffels con il punteggio di 6–4, 6–7, 6–1